# José Lupiáñez
José Lupiáñez Barrionuevo (La Línea de la Concepción, Cádiz, 1955) es un poeta y escritor español.

## Biografía
Pasa su infancia en El Puerto de Santa María, y se traslada más tarde a Barcelona, en cuya universidad comienza a cursar estudios de Filosofía y Letras, que termina en Granada, licenciándose en Filología Hispánica.
En 1975 funda con el poeta granadino José Ortega la colección Silene, cuyo primer título será su libro Ladrón de fuego.
Fundó y dirigió la colección Ánade (1978) y ha participado en numerosos proyectos culturales y editoriales.  Sus poemas se han traducido a diversas lenguas y figuran en más de medio centenar de recuentos y antologías de poesía española contemporánea. Desde 2003, es académico de número de la Academia de Buenas Letras de Granada. También es miembro de la Academia Hispanoamericana de Buenas Letras.

## Trayectoria
En sus inicios elabora una poesía de tono elegíaco, fiel a la tradición mediterránea y muy cercana a la herencia sensorial de la lírica arabigoandaluza. Leopoldo de Luis, refiriéndose a esta primera etapa, habla de “un lenguaje transfigurador, de elaborada belleza”  y es que la conformación de un estilo propio, reconocible, en el que la palabra deslumbre no solo por la intensidad de su belleza, sino también por su hondura y alcance emocional, se convierte en su principal rasgo distintivo.
Posteriormente, y tras una etapa más experimental y barroca, en la que son frecuentes las imágenes visionarias, su poética se decanta hacia una mayor depuración verbal, con predominio de cierto simbolismo y un desencanto existencial más marcados. En ella no están ausentes la denuncia social y la condena moral de las injusticias y desigualdades, como bien señala Juan Cano Ballesta: “Esta poesía ya no es puro esteticismo ni hedonismo, es una poesía en la que se siente vibrar la fibra humana, una poesía que ha sabido conectar con el otro.” 
Su obra se ha vinculado a la Literatura de la Diferencia, de la que fue impulsor y uno de sus miembros fundacionales.

## Publicaciones
Poesía
- Ladrón de fuego (Colección Silene, n.º 1, Universidad de Granada, Granada, 1975) ISBN 84-600-6661-4
- Ladrón de fuego (2ª edición, Colección Cuadernos del Caballo Verde, n.º 6, Universidad de Xalapa, Veracruz. México, 1975)
- Ladrón de fuego (3ª edición, Colección Ánade, n.º 7, Ediciones Antonio Ubago, Granada, 1979) ISBN 84-85551-55-9
- Río solar (Colección Ánade, n.º 4, Ediciones Antonio Ubago, Granada, 1978) ISBN 84-85551-03-6
- Amante de gacela (Colección Zumaya, n.º 7, Universidad de Granada, 1980) ISBN 84-338-0157-0
- El jardín de ópalo (Colección Alcalá/Poesía, n.º, 3, Ediciones Edascal, Madrid, 1980) ISBN 84-7450-016-8
- Música de esferas (Colección Genil, n.º 12, Diputación Provincial de Granada, 1982) ISBN 84-500-5456-7
- Arcanos (I Premio de Poesía Luis de Góngora, Diputación Provincial de Córdoba, 1984) ISBN 84-505-0381-7[10]
- Número de Venus (Plaquette, Cuadernillos Torre de la Vela, n.º 3, Motril, 1986)
- Laurel de la costumbre. Antología poética 1975-1988 (Colección Ánade, n.º 26. Ediciones Antonio Ubago, Granada, 1988) ISBN 84-85551-55-9
- El espejo inclinado (Plaquette, Colección Los Cuadernos de Céfiro, Breviarios poéticos, n.º 1, Móstoles, 1995).
- Número de Venus (Colección Campo de Plata, n.º 9, Ediciones Antonio Ubago, Granada, 1996) ISBN 84-89430-05-5[11]
- Égloga de la Estación Segunda: El Verano (en Églogas de Tiena, Colección Ánade, n.º 44, Ediciones Antonio Ubago, Granada, 1996) ISBN 84-89430-06-3
- José Lupiáñez (Plaquette, Cuaderno número 3, Centro Cultural Generación del 27, Área de Cultura Diputación de Málaga, Málaga, 1997)
- La luna hiena (Colección Provincia, n.º CIX, Instituto Leonés de Cultura, Diputación Provincial de León, 1997) ISBN 84-89470-34-0[12]
- Puerto escondido (Colección Ibn Gabirol, n.º 5, Centro Cultural Generación del 27, Diputación Provincial de Málaga, 1998) ISBN 84-7785-253-7[13]
- La verde senda (Cuaderno de la India, I Premio Nacional de Poesía Emilio Prados, Colección Fenice/Poesía, n.º 64, Huerga y Fierro Editores, Centro Cultural Generación del 27, Madrid, 1999) ISBN 84-8374-127-X
- El sueño de Estambul (Colección Granada Literaria, n.º 4, Ayuntamiento de Granada, 2004) ISBN 84-87713-48-3
- Petra (La ciudad rosa) (Port Royal Ediciones, Granada, 2004) ISBN 84-89739-61-7
- Destinos y alianzas (Plaquette, Cuaderno número 120, Aula de Literatura José Cadalso, San Roque, 2005)
- La edad ligera (Colección Hojas de Bohemia, n.º 15, EH Editores, Jerez de la Frontera, 2008) ISBN 978-84935002-8-3[14][15]
- No lejos del mar (Plaquette, Colección El agua y la Palabra, Fundación Emasagra. Ayuntamiento de Granada,2008)
- Pasiones y penumbras (Ediciones Carena, Barcelona, 2014) ISBN 978-84-16054-46-6[16][17][18]
- Las formas del enigma (Ediciones Carena, Barcelona, 2021) ISBN 978-84-18323-59-1[19][20][21][22][23][24][25][26]

Narrativa
- El chico de la estrella y otros cuentos (Premio Andalucía de la Crítica, 2013, Port-Royal Ediciones, Granada, 2012) ISBN 978-84-96914-16-2[27][28][29][30][31]

Antologías
- Belén de versos (Colección Los cuadernos de Sandua, n.º 25, Cajasur, Córdoba, 1997) ISBN 84-7959-192-7
- Libro de las ciudades (Colección Los cuadernos de Sandua, n.º 35, Cajasur, Córdoba, 1998) ISBN 84-7959-244-3
- Solo de Hierro (Colección Los cuadernos de Sandua, n.º 50, Cajasur, Córdoba, 2000) ISBN 84-7959-322-9
- Antología poética. Antonio Machado y Juan Ramón Jiménez (Colección Nueva Biblioteca Didáctica, n.º 12, Editorial Anaya, Madrid, 2001) ISBN 84-667-0623-2

Crítica literaria
- Las tardes Literarias (Colección Mirto Academia, n.º 9, Editorial Alhulia, Salobreña, 2005) ISBN 84-96083-91-0
- Poetas del Sur (Colección Mirto Academia, n.º 36, Editorial Alhulia, Salobreña, 2008) ISBN 978-84-96641-88-4
- Páginas con alma (Colección Mirto Academia, n.º 68, Editorial Alhulia, Salobreña, 2017) ISBN 978-84-947546-1-6
- Cuaderno de Arneva (Colección Mirto Academia, n.º 103, Editorial Alhulia, Salobreña, 2021) ISBN 978-84-124124-3-7

## Cargos
- Miembro fundador de la Asociación Andaluza de Escritores y Críticos Literarios.
- Director de publicaciones de Port Royal, Ediciones.
- Expresidente de la Asociación Cultural Guadalfeo, Instituto de Estudios de la Costa Granadina y de las Alpujarras.
- Consejero de Honor del Instituto de Estudios Campogibraltareños.
- Miembro de la Academia de Buenas Letras de Granada.